# World Port Center
World Port Center è un grattacielo di 33 piani alto 123,1 metri situato a Rotterdam, nei Paesi Bassi.

## Descrizione
La torre è stata commissionata dalla ING Real Estate Development. I costi di costruzione ammontavano a circa 100 milioni di fiorini olandesi dell'epoca. L'Autorità Portuale di Rotterdam è il principale occupante dell'edificio, utilizzando i piani dal 2 a 19. I piani da 25 a 28 sono affittati alla Eneco Energie, i piani da 29 a 32 sono adibiti come aree per conferenze e sono dati in locazione commerciale alla Regus.
L'edificio è anche un centro di emergenza, progettato per affrontare potenziali catastrofi nell'area portuale e fungere da centro di coordinamento.
Norman Foster ha progettato l'edificio e nel 1992 ha progettato il piano generale di sviluippo urbanistico dell'intera zona di Wilhelminapier, dove si trova il World Port Center.